# Gran Premio del Brasile 1974
Il Gran Premio del Brasile 1974 è stata la seconda prova della stagione 1974 del Campionato mondiale di Formula 1. Si è corsa domenica 27 gennaio 1974 sul Circuito di Interlagos a San Paolo del Brasile. La gara è stata vinta dal brasiliano Emerson Fittipaldi su McLaren-Ford Cosworth; per il vincitore si trattò del decimo successo nel mondiale. Ha preceduto sul traguardo lo svizzero Clay Regazzoni su Ferrari e il belga Jacky Ickx su Lotus-Ford Cosworth.

## Vigilia

### Sviluppi futuri
Venne confermata la tenuta del Gran Premio di Monaco, per il 26 maggio, dopo che, per la crisi petrolifera, era stato invece cancellato il Rally di Montecarlo.

### Aspetti sportivi
Graham Hill, pilota più anziano del circus, coi suoi 44 anni, fu eletto nuovo presidente dell'associazione dei piloti, in luogo di Denny Hulme.
Rikky von Opel, che non aveva preso parte al precedente gran premio, decise di abbandonare definitivamente l'Ensign, che così non partecipò alla gara, e decise di rinviare il suo ritorno in F1 alla stagione europea.

## Qualifiche

### Resoconto
Nella prima giornata di prove il più veloce fu Emerson Fittipaldi, che ottenne 2'32"97, precedendo di un secondo e dodici centesimi l'altro sudamericano, Carlos Reutemann. Chiusero terzo, con lo stesso tempo, staccati di un centesimo da Reutemann, Niki Lauda e Ronnie Peterson. Il tempo di Fittipaldi era di due secondi più alto di quello ottenuto, sempre dal pilota di casa, l'anno precedente, alla guida di una Lotus. In realtà il tempo di Fittipaldi venne contestato dai cronometristi delle altre scuderie, che stimavano in circa mezzo secondo più alto il tempo del pilota della McLaren. Le qualifiche vennero caratterizzate da un gran caldo, che mise a dura prova sia i piloti che i motori.
Fittipaldi, al sabato, non si migliorò, ma il tempo del venerdì gli fu sufficiente per conquistare la pole position del gran premio di casa, la quinta per lui nel mondiale. Reutemann, Lauda e Peterson confermarono le posizioni del giorno prima, ma ridussero a meno di un secondo il loro distacco dal tempo del leader. Clay Regazzoni chiuse solo ottavo, penalizzato dalla rottura del cambio.

### Risultati
Nella sessione di qualifica si è avuta questa situazione:
| Pos | Nº | Pilota               | Costruttore                | Tempo   | Griglia |
| --- | -- | -------------------- | -------------------------- | ------- | ------- |
| 1   | 5  | Emerson Fittipaldi   | McLaren-Ford Cosworth      | 2'32"97 | 1       |
| 2   | 7  | Carlos Reutemann     | Brabham-Ford Cosworth      | 2'33"21 | 2       |
| 3   | 12 | Niki Lauda           | Ferrari                    | 2'33"77 | 3       |
| 4   | 1  | Ronnie Peterson      | Lotus-Ford Cosworth        | 2'33"82 | 4       |
| 5   | 2  | Jacky Ickx           | Lotus-Ford Cosworth        | 2'34"64 | 5       |
| 6   | 16 | Peter Revson         | Shadow-Ford Cosworth       | 2'34"66 | 6       |
| 7   | 33 | Mike Hailwood        | McLaren-Ford Cosworth      | 2'34"95 | 7       |
| 8   | 11 | Clay Regazzoni       | Ferrari                    | 2'35"05 | 8       |
| 9   | 20 | Arturo Merzario      | Iso Marlboro-Ford Cosworth | 2'35"15 | 9       |
| 10  | 19 | Jochen Mass          | Surtees-Ford Cosworth      | 2'35"43 | 10      |
| 11  | 6  | Denny Hulme          | McLaren-Ford Cosworth      | 2'35"54 | 11      |
| 12  | 18 | Carlos Pace          | Surtees-Ford Cosworth      | 2'35"63 | 12      |
| 13  | 9  | Hans-Joachim Stuck   | March-Ford Cosworth        | 2'35"64 | 13      |
| 14  | 3  | Jody Scheckter       | Tyrrell-Ford Cosworth      | 2'35"78 | 14      |
| 15  | 28 | John Watson          | Brabham-Ford Cosworth      | 2'36"06 | 15      |
| 16  | 4  | Patrick Depailler    | Tyrrell-Ford Cosworth      | 2'36"21 | 16      |
| 17  | 14 | Jean-Pierre Beltoise | BRM                        | 2'36"49 | 17      |
| 18  | 24 | James Hunt           | March-Ford Cosworth        | 2'37"24 | 18      |
| 19  | 17 | Jean-Pierre Jarier   | Shadow-Ford Cosworth       | 2'37"63 | 19      |
| 20  | 10 | Howden Ganley        | March-Ford Cosworth        | 2'37"65 | 20      |
| 21  | 26 | Graham Hill          | Lola-Ford Cosworth         | 2'38"62 | 21      |
| 22  | 15 | Henri Pescarolo      | BRM                        | 2'38"80 | 22      |
| 23  | 37 | François Migault     | BRM                        | 2'39"20 | 23      |
| 24  | 8  | Richard Robarts      | Brabham-Ford Cosworth      | 2'39"85 | 24      |
| 25  | 27 | Guy Edwards          | Lola-Ford Cosworth         | 2'42"15 | 25      |

## Gara

### Resoconto
A causa delle intemperanze del pubblico, gli organizzatori decisero di ritardare il via, per la presenza di molti cocci di vetro sulla pista.
Il segnale del via venne dato con un certo anticipo, cosa che provocò una certa confusione. Carlos Reutemann prese il comando alla prima curva, seguito da Ronnie Peterson, Emerson Fittipaldi e Clay Regazzoni. Lauda si trovò, dopo una partenza non perfetta, in mezzo al plotone, mentre Arturo Merzario venne penalizzato da un problema al motore.
La gara di Lauda terminò al terzo giro, per un guasto a una valvola del propulsore. Al quarto giro Peterson passò Reutemann che, poco dopo, dovette cedere anche la seconda piazza a Fittipaldi. L'argentino aveva rovinato gli pneumatici alla partenza, e fu così costretto a cedere anche a Regazzoni, al nono giro.
Al decimo giro anche Jacky Ickx passò Reutemann, mentre Revson, prossimo a passare il pilota della Brabham, fu costretto all'abbandono, per il surriscaldamento del motore della sua Shadow. In testa Peterson riusciva a contenere a malapena i tentativi di sorpasso di Fittipaldi; lo svedese era vittima di una foratura lenta, che lo rallentava.
Al sedicesimo giro, approfittando del doppiaggio di Merzario, Fittipaldi passò Peterson, e s'involò al comando della gara. Al ventesimo giro Ronnie Peterson fu costretto infine ai box per sostituire la gomma che si stava afflosciando. Ripartì decimo. La classifica vedeva, alle spalle di Fittipaldi, Clay Regazzoni (a quindici secondi dal battistrada), poi Jacky Ickx, Carlos Pace, Mike Hailwood e Carlos Reutemann.
Peterson proseguiva la sua rimonta. Dopo aver passato Jody Scheckter al giro 23, passò anche Hans-Joachim Stuck, il giro successivo, ponendosi nuovamente ai margini della zona dei punti. Due giri dopo Stuck fu costretto al ritiro, per un problema tecnico. Al giro 29 Peterson sfruttò ancora gli pneumatici in crisi di Reutemann per passare l'argentino, e divenne sesto.
Attorno al trentesimo giro la pista fu colpita da un forte temporale, che rese il tracciato impraticabile. Pur con le scuderie pronte a passare alle gomme da bagnato, la direzione di corsa decise di concludere la gara anzitempo. All'inizio del trentaduesimo giro venne esposta la bandiera rossa, al passaggio di Jacky Ickx sul traguardo. Fittipaldi e Regazzoni, che erano già passati sul traguardo, procedettero ancora lentamente, e al termine del giro da loro già iniziato, si videro esposta la bandiera a scacchi.
Per Emerson Fittipaldi fu la decima vittoria, in una gara valida per il mondiale di F1. Regazzoni e Ickx completarono il podio.

### Risultati
I risultati del gran premio sono i seguenti:
| Pos | No | Pilota               | Costruttore                | Giri | Tempo Ritiro     | Pos Griglia | Punti |
| --- | -- | -------------------- | -------------------------- | ---- | ---------------- | ----------- | ----- |
| 1   | 5  | Emerson Fittipaldi   | McLaren-Ford Cosworth      | 32   | 1h24'37"06       | 1           | 9     |
| 2   | 11 | Clay Regazzoni       | Ferrari                    | 32   | + 13"57          | 8           | 6     |
| 3   | 2  | Jacky Ickx           | Lotus-Ford Cosworth        | 31   | + 1 giro         | 5           | 4     |
| 4   | 18 | Carlos Pace          | Surtees-Ford Cosworth      | 31   | + 1 giro         | 12          | 3     |
| 5   | 33 | Mike Hailwood        | McLaren-Ford Cosworth      | 31   | + 1 giro         | 7           | 2     |
| 6   | 1  | Ronnie Peterson      | Lotus-Ford Cosworth        | 31   | + 1 giro         | 4           | 1     |
| 7   | 7  | Carlos Reutemann     | Brabham-Ford Cosworth      | 31   | + 1 giro         | 2           |       |
| 8   | 4  | Patrick Depailler    | Tyrrell-Ford Cosworth      | 31   | + 1 giro         | 16          |       |
| 9   | 24 | James Hunt           | March-Ford Cosworth        | 31   | + 1 giro         | 18          |       |
| 10  | 14 | Jean-Pierre Beltoise | BRM                        | 31   | + 1 giro         | 17          |       |
| 11  | 26 | Graham Hill          | Lola-Ford Cosworth         | 31   | + 1 giro         | 21          |       |
| 12  | 6  | Denny Hulme          | McLaren-Ford Cosworth      | 31   | + 1 giro         | 11          |       |
| 13  | 3  | Jody Scheckter       | Tyrrell-Ford Cosworth      | 31   | + 1 giro         | 14          |       |
| 14  | 15 | Henri Pescarolo      | BRM                        | 30   | + 2 giri         | 22          |       |
| 15  | 8  | Richard Robarts      | Brabham-Ford Cosworth      | 30   | + 2 giri         | 24          |       |
| 16  | 37 | François Migault     | BRM                        | 30   | + 2 giri         | 23          |       |
| 17  | 19 | Jochen Mass          | Surtees-Ford Cosworth      | 30   | + 2 giri         | 10          |       |
| Rit | 28 | John Watson          | Brabham-Ford Cosworth      | 27   | Frizione         | 15          |       |
| Rit | 9  | Hans-Joachim Stuck   | March-Ford Cosworth        | 24   | Trasmissione     | 13          |       |
| Rit | 17 | Jean-Pierre Jarier   | Shadow-Ford Cosworth       | 21   | Freni            | 19          |       |
| Rit | 20 | Arturo Merzario      | Iso Marlboro-Ford Cosworth | 20   | Acceleratore     | 9           |       |
| Rit | 16 | Peter Revson         | Shadow-Ford Cosworth       | 10   | Surriscaldamento | 6           |       |
| Rit | 10 | Howden Ganley        | March-Ford Cosworth        | 8    | Iniezione        | 20          |       |
| Rit | 12 | Niki Lauda           | Ferrari                    | 2    | Motore           | 3           |       |
| Rit | 27 | Guy Edwards          | Lola-Ford Cosworth         | 2    | Telaio           | 25          |       |
| WD  | 22 | Rikky von Opel       | Ensign-Ford Cosworth       |      |                  |             |       |

## Statistiche
Piloti
- 10ª vittoria per Emerson Fittipaldi
- Ultimo Gran Premio per Peter Revson

Costruttori
- 10° vittoria per la McLaren

Motori
- 68° vittoria per il motore Ford Cosworth

Giri al comando
- Carlos Reutemann (1-3)
- Ronnie Peterson (4-15)
- Emerson Fittipaldi (16-32)

## Classifiche

### Piloti
| Pos. | Pilota               | Punti |
| ---- | -------------------- | ----- |
| 1    | Clay Regazzoni       | 10    |
| 2    | Denny Hulme          | 9     |
| =    | Emerson Fittipaldi   | 9     |
| 4    | Niki Lauda           | 6     |
| 5    | Mike Hailwood        | 5     |
| 6    | Jacky Ickx           | 4     |
| 7    | Carlos Pace          | 3     |
| 8    | Jean-Pierre Beltoise | 2     |
| 9    | Patrick Depailler    | 1     |
| =    | Ronnie Peterson      | 1     |

### Costruttori
| Pos. | Team                  | Punti |
| ---- | --------------------- | ----- |
| 1    | McLaren-Ford Cosworth | 18    |
| 2    | Ferrari               | 12    |
| 3    | Lotus-Ford Cosworth   | 4     |
| 4    | Surtees-Ford Cosworth | 3     |
| 5    | BRM                   | 2     |
| 6    | Tyrrell-Ford Cosworth | 1     |